# Tullio Cianetti
Tullio Cianetti (Asís, 20 de agosto de 1899 - Maputo, 8 de abril de 1976) fue un político fascista italiano conocido por su trabajo en los sindicatos.

## Biografía
Hijo de un granjero, Cianetti fue reclutado en 1917, sirviendo como teniente en el Regio Esercito hasta 1921. De vuelta a Asís, trabajó como maestro y ayudó a la formación del fascio en la ciudad, convirtiéndose en su secretario en 1922. Fue trasladado a Terni para organizar el sindicato antes de ser nombrado secretario regional para los sindicatos en Umbria en 1924. Ese mismo año se alejó temporalmente del fascismo tras la muerte de Giacomo Matteotti, y se empezó a rumorear que él era también comunista. Sin embargo, en 1925 volvió como secretario de sindicatos en Siracusa, tras haber ostentado puestos similares en Carrara, Mesina y Treviso.
En 1931 fue nombrado secretario de la federación nacional de mineros y canteros, y desde este puesto dirigió protestas pidiendo sueldos más altos. No obstante, y a pesar de su tendencia a enfrentarse con el gobierno, su influencia siguió aumentando, llegando a trabajar como secretario de la Confederación Fascista de Trabajadores Industriales y como vicepresidente del Instituto de Seguridad Social.
Como líder de la Confederación, Cianetti cerró un acuerdo con Robert Ley en 1937, que permitía a los trabajadores italianos emigrar a la Alemania nazi en busca de trabajo. Tal fue la estima que suscitó en los líderes del Frente Alemán del Trabajo que la principal fábrica de Volkswagen tenía un complejo de ocio llamado Cianetti Hall en su honor.
El ascenso de Cianetti continuó cuando entró en el Gran Consejo Fascista en noviembre de 1934 y en 1939 fue nombrado subsecretario de sociedades. Alcanzó su cénit en abril de 1943, cuando alcanzó el puesto de ministro de Sociedades. Aunque votó a favor de la moción de Dino Grandi para quitar a Mussolini del poder, cuando Grandi le contó que lo que estaban haciendo era seguir órdenes del Rey para compartir el peso del gobierno con Mussolini escribió al Duce para pedirle perdón.
Cianetti fue uno de los fascistas juzgados junto a Galeazzo Ciano en el Proceso de Verona en enero de 1944, siendo el único de los acusados que no fue ejecutado, sino condenado a treinta años de prisión. La carta de disculpa que había escrito a Mussolini lo salvó de la pena de muerte. Tras la liberación de Italia por los Aliados fue excarcelado y se exilió a Mozambique.